# Jan Studnička
Jan Studnička (* 14. dubna 1992, Sokolov) je český stand-up komik, scenárista, moderátor,  publicista a spisovatel.

## Život
Narodil se 14. dubna 1992 v Sokolově.  Od roku 2012 začal psát scénáře, slogany nebo reklamní pobídky. O dva roky později začal psát i podcasty a články. Následně začal vystupovat se svými stand-upy, s nimi se dostal do pořadů Underground Comedy a také do Comedy Clubu. V roce 2018 se scenáristicky podílel na pořadu Souboyz, který vysílala televize Prima Cool. Od roku 2021 píše články pro časopis Reflex.

## Práce
- Scenáře
  - 2018 – Souboyz
  - 2022 – Láska hory přenáší
- Účinkování
  - 2014 – Underground Comedy
  - 2016 – Comedy Club
  - 2022 – Podcast Hodina dějepichu
  - 2023 – Podcast Stanice Hrůzy
  - 2024 – Podcast HistoRIP